# Willy von Känel
Willy von Känel (La Chaux-de-Fonds, 30 oktober 1909 - 28 april 1991) was een Zwitsers voetballer die speelde als aanvaller.

## Carrière
von Känel speelde het grootste deel van zijn carrière voor FC Biel-Bienne waar hij begon in 1927 en speelde er tot in 1939. Hij speelde van 1939 tot 1941 voor Servette Genève waarmee hij in 1940 de landstitel won.
Hij speelde negentien interlands voor Zwitserland waarmee hij deelnam aan het WK voetbal 1934.

## Erelijst
- Servette Genève
  - Landskampioen: 1940